# 土耳其—伊斯蘭國衝突
土耳其－伊斯蘭國衝突自伊斯兰国的势力在伊叙地区崛起后就屡屡发生。伊斯兰国针对土耳其发动了一系列的恐怖袭击，而土耳其也对伊斯兰国进行空袭和军事打击。
伊斯兰国被怀疑参与或指导了对土耳其本土的恐怖袭击事件，其中包括2013年雷伊汉勒爆炸案、2014年土耳其殺警事件以及2015年迪亚巴克尔爆炸案。2014年9月，土耳其参与了由美国发起的打击伊斯兰国的军事行动中。
2015年7月23日，土耳其允许美国空军使用其南部的因斯里克空軍基地和迪亚巴克尔空军基地，以方便对伊斯兰国进行空袭行动。同样在23日，伊斯兰国组织在土耳其边境的基利斯省杀害一名土耳其士兵。土耳其军队随后用坦克炮击伊斯兰国武装分子并在叙利亚打死一名武装分子，摧毁了数个伊斯兰国组织的据点。
2015年7月24日，一家不具名的土耳其媒体报导美国已经与土耳其在叙利亚北部合作筹建一个“局部禁飞区”。虽然官方声明没有发布，但已有评论家推测土耳其的真正动机和目标。在24日和25日，土耳其开展了在叙利亚的三次空袭，击毙了35名伊斯兰国武装分子。

## 異議
伊斯蘭國於2015年在土耳其境內發動的兩次有大量傷亡的炸彈襲擊都是針對庫爾德人，加上土耳其政府於先前的科巴尼之戰對庫爾德族武裝見死不救，引起一些庫爾德人批評土耳其政府串通伊斯蘭國對付庫爾德人。
2014年，美國哥倫比亞大學人權研究所在報告中指出土耳其與伊斯蘭國關係密切，土耳其向伊斯蘭國購買石油，向其提供物資支援並允許世界各地極端分子從土耳其邊境進入伊斯蘭國控制區加入該組織。有意見指出土耳其暗中支持和資助伊斯蘭國，企圖利用伊斯蘭國阻止什葉派在中東擴展勢力。另有評論認為土耳其政府長期支持伊斯蘭極端分子進入敘利亞境內加入伊斯蘭國及其它極端組織作戰，土耳其打擊伊斯蘭國的行動只是裝模作樣，不會大力打擊伊斯蘭國武裝。評論認為土耳其政府發起打擊伊斯蘭國軍事行動的真正目的是藉機鏟除庫爾德工人黨，包括正在對抗伊斯蘭國的相關庫爾德人武裝。
2015年11月土耳其空軍擊落一架於敘利亞上空執行任務的俄羅斯戰機後，俄羅斯總理梅德韋杰夫指責土耳其的行動是在庇護伊斯蘭國，他又指一些土耳其官員從伊斯蘭國出口石油中獲得經濟利益。

## 2016年
2016年1月12日，土耳其伊斯坦布爾發生自殺炸彈襲擊，至少11人喪生，死者大多數是德國遊客。土耳其當局表示是伊斯蘭國發動襲擊，不過伊斯蘭國否認。土耳其軍隊其後以大炮和坦克轟擊土敘邊界地區和土軍在伊拉克北部營地附近的伊斯蘭國目標作為報復，在2016年1月14日宣稱已打死200名伊斯蘭國武裝分子。
2016年8月，由庫爾德人主導的敘利亞民主力量攻佔阿勒頗省城鎮曼比季後，土耳其擔心敘利亞庫爾德人將會西進，把敘利亞東北部庫族控制區與西北部阿夫林州飛地連成一片。2016年8月24日，土耳其發起「幼發拉底之盾行動」，派兵進入敘利亞阿勒頗省，協助親土耳其的敘利亞反政府武裝奪取伊斯蘭國在該省的餘下控制區，阻止敘利亞北部的庫爾德人控制區擴大並連成一片。